# 악마의 성
《악마의 성》(영어: The Keep)은 미국에서 제작된 마이클 맨 감독의 1983년 초자연 공포 영화이다. 스콧 글렌 등이 출연하였고, 호크 코치(하워드 W. 코치 주니어 명의) 등이 제작에 참여하였다.

## 출연진
- 스콧 글렌
- 앨버타 왓슨
- 위르겐 프로흐노
- 로버트 프로스키
- 게이브리얼 번
- 이언 매켈런
- W. 모건 셰퍼드
- 로이스턴 티크너
- 마이클 카터
- 로절리 크러츨리
- 필립 조지프
- 존 바인
- 조나 존스
- 볼프 칼러
- 스티븐 휘터커

## 기타 제작진
- 미술: 존 복스